# Tchatkalophantes karatau
Tchatkalophantes karatau là một loài nhện trong họ Linyphiidae. Loài này được phát hiện ở Kazakhstan.